# Iuri Guleaev
Iuri Guleaev (în rusă Юрий Александрович Гуляев; n. 9 august 1930, Tiumen, RSFS Rusă, URSS – d. 23 aprilie 1986, Moscova, RSFS Rusă, URSS) a fost un cântăreț rus.